# Abraham Booth
Abraham Booth (Blackwell, Reino Unido, 20 de mayo de 1734 -  Londres, Reino Unido, 27 de enero de 1806)  fue un teólogo, misionero, escritor, erudito bíblico, predicador y pastor bautista reformado inglés, conocido como apologético bautista.

## Biografía
Abraham Booth nació el 20 de mayo de 1734 en Blackwell, Reino Unido, cerca de Alfreton, Derbyshire, cuando era joven, la familia se mudó a Annesley Woodhouse , Nottinghamshire, donde su padre había tomado una pequeña granja como inquilino del duque de Portland . Booth, el mayor de una familia numerosa, trabajó en la granja hasta los 15 años, con escolarización esporádica. Luego, trabajando en un armazón de medias , pudo mantenerse a sí mismo y obtener más educación primaria. Abrió una escuela en Sutton-in-Ashfield , Nottinghamshire.
Al cumplir 23 años, Booth se casó con Elizabeth Bowmar, la hija de un granjero. Ella murió cuatro años antes que él y él dejó varios hijos. 
Los predicadores bautistas interesaron a Booth en la religión, y en 1755 se bautizó por inmersión y comenzó a predicar en los condados de Midland. En 1760, cuando los bautistas se reunieron por primera vez en las iglesias, Booth se convirtió en superintendente de la congregación de Kirkby Woodhouse , pero no en su pastor. Cambió puntos de vista, desde el Bautista General de especial Bautista , y se separó. Poco después, comenzó a predicar los domingos en Sutton-in-Ashfield, Chesterfield y en otros lugares de las ciudades y aldeas de Midland, y aún conservaba su escuela.
La iglesia bautista reformada de Little Prescot Street, Goodman's Fields, en el este de Londres, invitó a Booth a ser su pastor. Aceptó el llamamiento y fue ordenado sacerdote el 16 de febrero de 1769.  Entró en una controversia con Andrew Fuller por el libro de 1785 El evangelio digno de toda aceptación. En la década de 1790, Booth predicó sobre la causa abolicionista y se unió a la Sociedad de Abolición de Pensilvania. La Sociedad de Educación Bautista fue fundada alrededor de 1804 por Booth y otros. Condujo, en 1810 después de su muerte, a la creación de Stepney Academy en East London.

### Muerte
Booth murió el 27 de enero de 1806, a la edad de 71 años, después de haber sido ministro durante 50 años. Una tablilla de mármol fue erigida en su memoria en la capilla de Prescot Street, donde había sido pastor durante 35 años. El ensayo de William Jones sobre Abraham Booth se publicó en Liverpool, 1808.

### Acerca de su obra
Booth publicó The Reign of Grace en 1768. Henry Venn , leyéndolo en manuscrito, viajó a Nottinghamshire para verlo, y el resultado fue una amistad de por vida. El prefacio de la primera edición y también de la segunda edición, 1771, fue de Venn; hubo nueve ediciones en inglés, una en Edimburgo y tres en Estados Unidos. En 1770, Booth publicó La muerte de la esperanza legal, la vida de la obediencia evangélica , Londres, como un suplemento de El reino de la gracia , contra el arminianismo y el antinomianismo . Siguieron otras ediciones en 1778 y 1794. Estas dos obras también fueron traducidas e impresas en el extranjero. 
En 1777, Booth publicó una nueva edición del trabajo de Jacob Abbadie sobre La Deidad de Jesucristo . En 1778 publicó An Apology for the Baptists , una obra escrita para oponerse al principio de comunión mixta . En 1784 publicó Paidobautismo examinado , una respuesta a la publicación de Thomas Robins de un compendio de un Tratado sobre el bautismo dejado por Matthew Henry . Este libro creció a dos volúmenes, 2ª edición, 1787; y fue seguido por Examen de una defensa del paidobautismo , 1792. En 1796 publicó Buenas noticias para los pecadores pecadores, que pasó a cuatro ediciones más, y en 1805 Precauciones pastorales . 
También fueron publicados muchos de sus sermones y discursos fúnebres. Booth también editó varias ediciones del Manual de bautismo de Samuel Wilson . Escribió artículos publicados en la Revista Bautista durante 1809 y 1810. En sus últimos días, cuando no pudo predicar, escribió ensayos, y dos días antes de su muerte uno sobre El origen del mal moral ; estos fueron publicados en Ensayos póstumos , 1808. 
Las obras de Booth fueron recopiladas y publicadas en tres volúmenes, Londres, 1813, como Las obras de Abraham Booth , excluyendo sus escritos sobre el paidobautismo. En 1829 , el Comité del Fondo Bautista Particular volvió a publicar su Paidobautismo examinado en cuatro volúmenes.

## Obras
- The Reign of Grace en 1768.
- La muerte de la esperanza legal, la vida de la obediencia evangélica , 1770
- El reino de la gracia
- La Deidad de Jesucristo. 1777
- Una disculpa por los bautistas 1778
- Paidobautismo examinado  1784
- Examen de una defensa del paidobautismo , 1792
- Buenas noticias para los pecadores pecadores  1796
- Precauciones pastorales 1805

- Ensayo sobre el Reino de Cristo , 1788 (dos ediciones posteriores en inglés y una en Boston (EE. UU.); También se tradujo al galés y se publicó en Aberystwyth, 1810).
- Commerce in the Human Species , publicado por la Abolition Society, 1792.
- Amén a la oración social , 1801, 2a edición, 1813.
- Justicia divina esencial para el carácter divino , 1803.
- Elegía de James Hervey ;

## Lectura adicional
- Brackney, William H. Una historia genética del pensamiento bautista: con especial referencia a los bautistas en Gran Bretaña y América del Norte . Macon, GA: Mercer University Press, 2004. págs. 119, 125, 127, 134, 143, 149, 260, 392; Reino de Gracia , 134.

- Datos: Q16204742